# Partha Chatterjee
Partha Chatterjee är professor i statsvetenskap vid Centre for Studies in Social Science i Calcutta. Han utbildades i USA och har varit gästprofessor i Oxford och vid universitet i Australien och USA. 

## Nationalismforskning
Partha Chatterjees forskning har främst gällt nationalismens utveckling i tredje världen, särskilt Asien, och han har utgett flera böcker kring dessa frågor. I The Nation and Its Fragments (1993) analyserar han nationalismens roll i Indiens historiska utveckling, ett arbete som han grundlade med sin studie av Bengal 1920-1947: The Land Question (1984).
Partha Chatterjees mest kända bok är Nationalist Thought and the Colonial World: A Derivative Discourse (1986). Boken handlar, som titeln anger, om nationalismen i den koloniala världen, men i praktiken kretsar det mesta av den kring nationalismen i Indien. Vad Partha Chatterjee i själva verket gör är att han skildrar övergången från en kolonial till en postkolonial stat under 1900-talet, en övergång som han anser har giltighet inte bara för Indien utan också för andra postkoloniala samhällen. Partha Chatterjee tänker sig att denna övergång schematiskt sker i tre stadier eller faser: uppbrottets, manövrerandets och ankomstens. 
Partha Chatterjee arbetar i en marxistisk tradition och diskuterar i boken bl.a. olika ideologiska förhållningssätt till nationalism. Hos John Plamenatz finner han en liberal hållning, som närmast går ut på att nationalismen i de f.d. kolonierna - den "östliga" nationalismen - förvisso är något problematiskt, i många fall destruktivt, men som samtidigt medger att den har en konstruktiv potential och möjligen är ett nödvändigt inslag i moderniseringen av de postkoloniala staterna. Den liberala synen på nationalism i tredje världen är således instrumentell, och den överser med att nationalismen inte är autonom, eller inhemsk, utan just, som bokens titel anger, ett derivat av en europeisk diskurs. Hos Elie Kedourie finner han å andra sidan en konservativ hållning, som beklagar nationalismen i den tredje världens länder. Här handlar det om en pessimistisk syn på den icke-europeiska människans möjligheter att organisera moderna samhällen och styra sig själv. 
Partha Chatterjee diskuterar också nationalismuppfattningar formulerade från vänster, dels renodlat marxistiska, dels Ernest Gellners och Benedict Andersons uppmärksammade teorier. Också mot dessa är Partha Chatterjee kritisk, och han menar att de påminner om liberalernas i det att de beskriver nationalismens yttre villkor och förutsättningar - under vilka sociologiska och historiska omständigheter uppstår nationalism? - i ett övergripande moderniseringsperspektiv utan att ta ställning till nationalismens skiftande former. Marxister och liberaler tenderar också att värdera nationalismen huvudsakligen utifrån dess bidrag till en på förhand uppgjord historisk utveckling: mot marknadsliberalism eller mot socialism. Hans egen uppfattning, förnakrad hos Antonio Gramsci men också hos en rad indiska historiker och samhällsforskare, går ut på att problematisera och empiriskt förankra nationalismen och dess tänkare i en konkret historisk kontext. Det visar sig då i fallet Indien att nationalismen fungerar ambivalent i förhållande till såväl modernisering som identitet.
Chatterjee värjer sig alltså för synen på nationalismen som antingen progressiv eller konservativ, ond eller god. På samma gång säger han, indirekt, att den politiska idéhistoriens förhållande till nationalismen är alltför förenklat. Chatterjee förebådar därmed den mer kontextuella och partikulariserade forskningen om nationalismens mikroprocesser som skulle blomstra under 1990-talet. 